# Vissboda

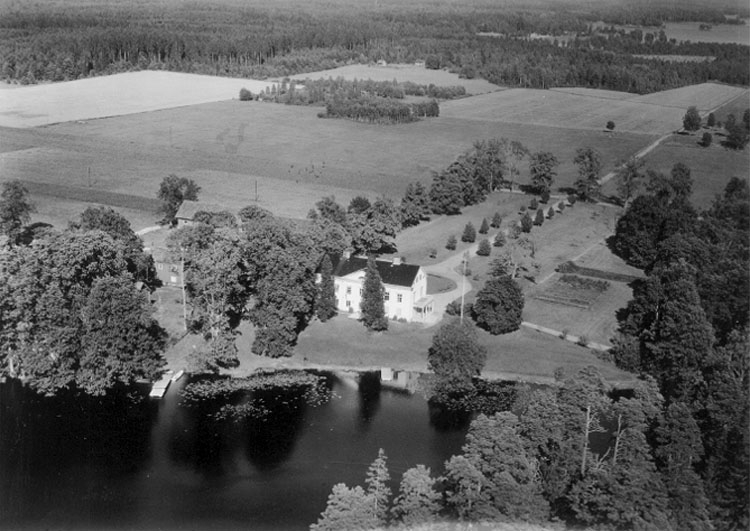
Flygfoto Vissboda-herrgard

Vissboda var ett järnbruk med skogs och lantbruksverksamhet med anor från 1500-talet samt en herrgårdsbyggnad av reveterat trä i två våningar med 10 rum, som uppfördes 1823 av dåvarande bergsrådet Carl Magnus af Robson (1776—1840) vid Vissbodasjön omkring en kilometer norr om Åsbro järnvägsstation väster om sjön Tisaren.

## Historia
Vissboda, som förr kallades Wissbo, omtalas omkring 1550 som en lagmansgård. I början av 1500-talet anlades några hyttor för framställning av osmundjärn och under 1600-talet utökades verksamheten med verkstäder för vallonsmide. Denna järnhantering drevs gemensamt av traktens bönder. Karl XI donerade Vissboda 1679 till häradsfogden O. Broberg, men senare drabbades gården av reduktionen och indrogs till Kronan. Brukspatron Abraham Robsahm (1681–1732) på Björkborn köpte Vissboda 1732 och egendomen har därefter så gott som oavbrutet var i släkten Robsahms ägo fram till 1849. Hans bror Peter Robsahm (1678—1751) lät på 1740-talet uppföra en manbyggnad av trä i en våning. Sonen Carl Magnus Robsahm (1735 —1819) ägde och drev bruket 1768—1803, han anlade 1766 Sveriges första vedeldade brännstålsugn för flameld och erhöll 1769 privilegium på ståltillverkning; stålverket nedlades emellertid omkring 1800. 
Bruksrörelsen köptes 1803 av sonen Carl Magnus af Robson (1776—1840) som då var sekreterare i bergskollegium därefter utnämndes han till bergsråd för att slutligen bli vice president vid bergskollegium. Han sålde Vissboda bruk 1808 till brukspatron Olof Burenstam, som var ägare till bland annat Stjärnsunds slott och Skyllbergs bruk. Under Burenstams tid flyttades stångjärnssmidet till Skyllberg och Dohnafors bruk. Efter att Burenstam avled 1821, återgick Vissboda bruk vid arvskiftet 1822 till den förre ägaren, bergsrådet C. M. af Robson, som var gift med Burenstams dotter Maria Carolina Burenstam. Året efter arvskiftet 1823 lät af Robson uppföra en ny herrgårdsbyggnad av reveterat trä i två våningar med 10 rum och samtidigt riva den gamla samt flytta en ännu äldre manbyggnad till Dohnafors. Han efterträddes vid sin död 1840 av sin son disponent Olof Albert af Robson (1821—1892) som 1849 sålde rörelsen till Skogaholms bruk. Skogaholms bruk blev ett aktiebolag 1893 men bolagets ekonomiska tillbakagång gick inte att hejda och i maj månad 1903 såldes samtliga aktier i bolaget till grannbruket Skyllbergs bruk som därmed övertog egendomen Vissboda. Jordbruket vid Vissboda drevs under Skyllbergs bruks lantbruksförvaltning i sambruk med huvudgården Skyllberg med en befallningsman bosatt på Vissboda herrgård. Vid Vissboda uppfördes en ny ladugård och flera ekonomibyggnader 1929.